# Alejandro Soler Mur
Alejandro Soler Mur (Elx, 1972) és un polític valencià, alcalde de la ciutat d'Elx (Baix Vinalopó) entre el 2007 i el 2011 i diputat al Congrés espanyol en les legislatures XIII, XIV i XV (des de 2019). A més a més és secretari general del Partit Socialista del País Valencià (PSPV) a la província d'Alacant des de 2022 i president nacional del partit des de 2024.

## Biografia
Llicenciat en dret i especialitzat en l'assessorament jurídic d'empreses, Soler és militant del PSPV-PSOE des de 1992. El 1995 és elegit regidor de l'ajuntament il·licità per primera vegada i s'integra al govern del socialista Diego Macià. El succeirà com a batlle a les eleccions de 2007 amb el suport de la coalició Compromís pel País Valencià que desfeia l'empat entre el PSPV i el Partit Popular (PP).
El 2009 va ser acusat de carregar a l'ajuntament unes factures del partit, extrem que va reconèixer i pel que es va comprometre a restituir els diners. L'Audiència va arxivar el cas el juliol següent.
Soler no va repetir la victòria a les eleccions municipals de 2011 que van caure en favor de la candidata del PP Mercedes Alonso. Soler es va mantindre com a regidor a l'oposició i va ser triat diputat provincial a la Diputació d'Alacant en la legislatura 2011-2015, on també va exercir de portaveu del grup socialista.
El 2018, amb l'arribada del també valencià José Luís Ábalos al ministeri de foment espanyol, Alejandro Soler és nomenat director general de la societat estatal del sòl SEPES. Va renunciar dos anys després per tal de ser elegit diputat al Congrés a les eleccions d'abril de 2019 per la circumscripció d'Alacant. Va revalidar l'escó a la repetició electoral de novembre d'aquell mateix any i a les de 2023.
A nivell orgànic de partit, Alejandro Soler va ser Secretari General de les Joventuts Socialistes entre 1997 i 1999. Entre 2001 i 2004 s'integrà a l'executiva nacional del PSPV liderada pel secretari general Joan Ignasi Pla. Al Congrés de 2008 ascendeix a vicesecretari general, ara amb Jorge Alarte al capdavant. A més a més és membre de l'executiva federal del PSOE des de 2012.
El 2022 va accedir a la secretaria general del PSPV a la província d'Alacant derrotant per la mínima al candidat Toni Francés que comptava amb el suport de Ximo Puig, aleshores secretari general nacional. Soler exerceix des de la direcció provincial d'oposició interna a la direcció nacional del partit pel que ha estat considerat un contrincant del secretari general Ximo Puig i un candidat a succeir-lo.
Al congrés nacional extraordinari de febrer de 2024, el de la successió de Puig, Soler va pugnar pel liderat del PSPV fins a l'últim moment quan va pactar amb la candidata oficialista Diana Morant que el va situar com a president nacional. L'altre candidat congressual, el secretari provincial de València Carlos Fernández Bielsa, que també actua com a contrapés a la direcció del partit, va ser nomenat vicesecretari general. Aquest fet suposà un incompliment dels propis estatuts del partit per la impossibilitat d'acumular càrrecs a les executives nacional i provincial del partit. Va sumar una nova incompatibilitat de càrrecs amb el nomenament com a membre de l'executiva federal del líder del PSOE Pedro Sánchez al congrés de novembre de 2024. El febrer de 2025, al XV Congrés Ordinari del PSPV va deixar la presidència del partit i anuncià que no repetiria de secretari general provincial pel tal de centrar-se en les tasques a l'executiva federal del PSOE com a responsable de les polítiques municipals.